# Flaga Eggesina
Flaga Eggesina – płat tkaniny o proporcji szerokości do długości 3:5. Tło flagi stanowią pasy kolorów na całej długości flagi. Od góry znajduje się:
- pas niebieski o szerokości 1/9
- pas bieli o szerokości 1/3
- pas czerwony o szerokości 1/18
- pas bieli o szerokości 1/3
- pas niebieski o szerokości 1/9

Pośrodku flagi na czerwonym pasie oraz na 3/4 wysokości obu białych pasów umieszczony jest herb Eggesina. Wysokość herbu w proporcji do wysokości flagi wynosi 2:3. Flaga została zaprojektowana przez mieszkańca miasta Clausa Weinmanna i 22 października 1996 została zatwierdzona przez Ministerstwo Spraw Wewnętrznych (Bundesministerium des Innern, für Bau und Heimat).